# Блинные Кучи
 Блинные Кучи — деревня в Смоленской области России, в Ершичском районе. Расположена в южной части области в 7 км к югу от районного центра, на берегу реки Ипуть. Население — 129 жителей (2007 год). Входит в состав Ершичского сельского поселения. Один из самых старых населённых пунктов Смоленщины.

## Достопримечательности
- 19 древних курганов на северо-западе деревни, на высоком берегу реки Ипуть XI–XIII веков.